# Limbă abstand, limbă ausbau și limbă-acoperiș
Noțiunile limbă abstand, limbă ausbau și limbă-acoperiș (din limba germană, de la: Abstandsprache, Ausbausprache, Dachsprache) sunt folosite în sociolingvistică pentru analizarea și clasificarea idiomurilor ca limbi autonome, pe de o parte, și dialecte, pe de altă parte. Primele două noțiuni au fost propuse de lingvistul german Heinz Kloss în 1952, iar a treia de către lingvistul austriac Hans Goebl în 1975, toate trei fiind folosite ulterior de mai mulți sociolingviști.

## Limbăabstandși limbăausbau
Termenul Abstandsprache a fost tradus de Kloss însuși în limba engleză prin language by distance „limbă prin distanță”, iar Ausbausprache prin language by development „limbă prin dezvoltare”, de alți autori prin language by extension „limbă prin extindere” sau language by construction „limbă prin construcție”. Lingvistul croat Žarko Muljačić a propus în franceză langue par élaboration și în limba italiană lingua per elaborazione „limbă prin elaborare”, însă ambii termeni sunt folosiți în general netraduși, atât de Kloss, cât și de alți autori.
Prin cele două noțiuni, limbile sunt diferențiate nu numai din punct de vedere pur lingvistic sau „intralingvistic”, ci și sociolingvistic.

### Limbăabstand
O limbă abstand este una suficient de diferită de celelalte prin trăsăturile sale fonologice, gramaticale și lexicale, încât să nu poată fi considerată dialectul altei limbi, neputând exista înțelegere reciprocă între utilizatorii ei și cei ai altei limbi. Kloss nu furnizează criterii pentru măsurarea distanței dintre limbi. În lipsa lor, cercetătorii dau exemple de limbi despre care se poate afirma categoric că sunt abstand. Kloss menționează în acest sens limbile engleză, franceză și germană. Un exemplu clasic și mai net este cel al limbii basce, care nu este înrudită cu nicio altă limbă și este foarte diferită de alte limbi, inclusiv cele vecine geografic. Există studii care încearcă să umple lacuna lăsată de Kloss, de exemplu cele ale lui Goebl, care a publicat lucrări dialectometrice bazate pe o metodă matematică numită taxometrie sau clasificare numerică. De altfel, Goebl nu consideră oportună folosirea noțiunilor de „limbă” și de „dialect” în clasificare, preferând noțiunea de „idiom”, care le înglobează. Totodată are rezerve serioase față de valoarea înțelegerii reciproce în clasificarea idiomurilor, dat fiind că nu există instrumente fiabile pentru măsurarea gradului de înțelegere.
După părerea lui Goebl 1989, distanța dintre limbi nu este numai intralingvistică, ci și extralingvistică, anume sociolingvistică, adică sociopsihologică, metalingvistică etc. Din acest punct de vedere ar trebui observat și pe cât posibil măsurat sentimentul de distanțare pe care îl au vorbitorii unui idiom față de altul, și atitudinile lor metalingvistice față de limba lor maternă sau față de alte idiomuri pe care le-ar putea eventual folosi sau cunoaște. Ca exemple, Goebl dă cazurile idiomurilor germanice din Elveția și din Alsacia simțite ca limbi diferite de germana standard. Pentru măsurarea acestei distanțe ar fi nevoie de o metodologie care n-ar putea fi decât extrem de complexă, ceea ce împiedică elaborarea ei.

### Limbăausbau
După Kloss, o limbă ausbau este una care a fost modelată sau remodelată în mod deliberat astfel, încât să devină un instrument standardizat al expresiei literare. Limbile engleză, franceză și germană, de exemplu, sunt și abstand, și ausbau, dar multe idiomuri sunt considerate limbi numai pentru că sunt ausbau. Trudgill 2004 afirmă că o limbă ausbau este o limbă distinctă din motive atât politice, culturale, sociale și istorice, cât și lingvistice, chiar dacă este înrudită cu altă limbă, și chiar dacă există înțelegere reciprocă între ele. Dă mai multe serii de exemple, printre care limbile poloneză, slovacă și cehă, care sunt învecinate în cadrul continuumului dialectal slav de vest, sunt reciproc inteligibile, dar fiecare are standardul ei, existând în cadrul unor state naționale aparte.
S-a constatat o legătură strânsă între formarea limbilor ausbau care nu sunt și abstand, și cea a statelor naționale, legătură exprimată prin butada „o limbă este un dialect cu armată și marină militară”, răspândită de către lingvistul american Max Weinreich, fenomenul fiind de fapt mult mai complex.
Lingvistul american Einar Haugen (1966) a introdus în studiile despre limbi și dialecte noțiunile de autonomie și heteronomie. Folosind noțiunile lui Kloss și ale lui Haugen, Trudgill definește limba ausbau ca o varietate standard autonomă, împreună cu toate acele dialecte nestandard din continuumul dialectal respectiv care sunt heteronome față de acea varietate standard, adică dependente de ea.
Trudgill 2004 deosebește limbi ausbau elaborate în cadrul formării statelor naționale și limbi ausbau elaborate fără un asemenea cadru. În prima categorie există exemple din primul val de formare de asemenea state, precum cea a limbii norvegiene după obținerea independenței Norvegiei în 1814, pe baza dialectelor care fuseseră heteronome față de limba daneză, și exemple relativ recente, bunăoară instituirea limbii luxemburgheze ca limbă națională în 1984. Totodată, Trudgill constată un fenomen ausbau actual, care n-ar fi național, ci etnolingvistic, existent la minoritățile lingvistice. Cazurile tendințelor de autonomizare sunt relativ numeroase: meänkieli pe baza unui dialect finlandez din Suedia; võro în Estonia față de limba estonă standard; ullans față de limba scots din Irlanda de Nord; valona, picarda și poitevin față de franceza standard; cașuba față de poloneză; galiciana față de spaniolă; valenciana față de catalană etc..

## Limbă acoperiș
Termenul Dachsprache „limbă acoperiș” își are originea în două adjective folosite de Kloss. În articolul său din 1952, el deosebea metaforic gehegte Mundarten „dialecte îngrijite” și wilde Mundarten „dialecte sălbatice”, iar într-o notă de subsol le dădea ca echivalente alte două calificări metaforice, überdachte und dachlose „cu acoperiș și fără acoperiș”. Prin primele se înțeleg dialecte heteromogene (cu termenul lui Haugen) față de o limbă scrisă, iar prin cele din urmă dialecte fără o asemenea limbă. Goebl, într-un articol în franceză din 1975, a folosit termenul toiture „acoperiș”, explicând în notă de subsol că înțelege prin acesta ceea ce Kloss a numit Dachprache „limbă acoperiș” în articolul său din 1952. Astfel, de fapt, Goebl a creat termenul niciodată folosit de Kloss în scrierile sale, pornind de la adjectivele folosite de acesta. Termenul toiture apare în afirmația că variantele scrise au, sociologic vorbind, un rang superior celui al corolarelor lor dialectale, și îndeplinesc oarecum o funcție de acoperiș. În alt articol în franceză (1979) despre normele literare din Evul Mediu de pe teritoriul Franței, cea de la Paris față de cea normandă, Goebl folosește termenul toit „acoperiș” tot cu referire la Dachsprache ca provenind de la Kloss. Aici definește limba acoperiș ca o varietate de limbă considerată sociologic superioară și care îndeplinește astfel funcția de acoperiș față de alte varietăți mai puțin apreciate.
Muljačić 1984 folosește în italiană termenul lingua-tetto „limbă acoperiș” și afirmă că o asemenea limbă este totdeauna o limbă ausbau, dând ca exemple italiana  și franceza. Italiana este limbă acoperiș pentru dialectele din Italia, de exemplu cel din Piemont, dar nu și pentru idiomul corsican, iar franceza are această funcție pentru limba creolă pe baza francezei din Martinica, dar nu și pentru creola tot pe baza francezei din Mauritius. O limbă poate fi acoperiș și pentru altă limbă abstand înrudită, cum este italiana pentru limba sardă sau franceza pentru limba occitană, și chiar pentru un idiom neînrudit cu ea.